# Ripstop

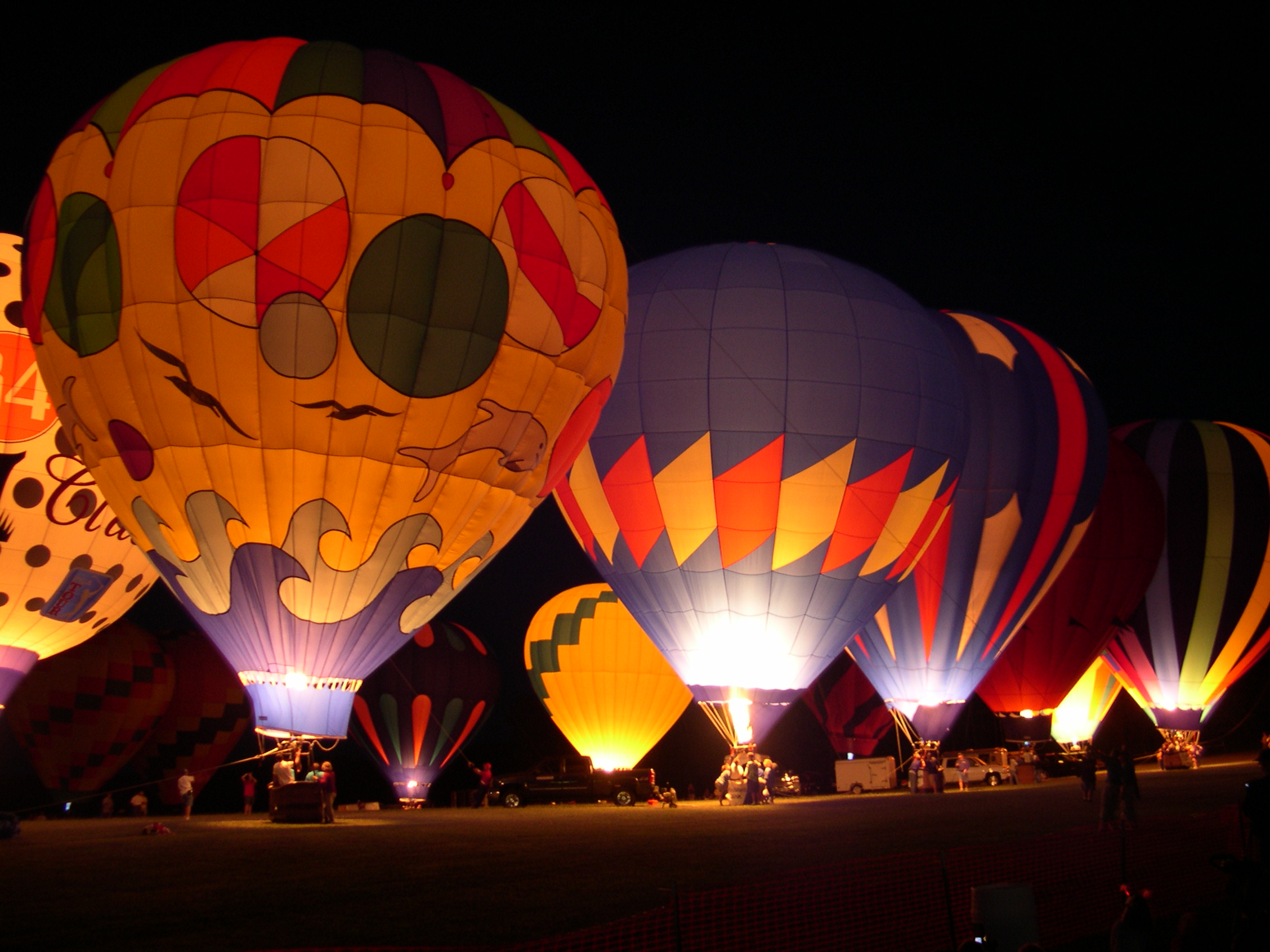
El ripstop se utiliza en la fabricación de globos aerostáticos.

Ripstop es un tejido antidesgarro debido a que incorpora en su entramado hilos más gruesos de alta resistencia (habitualmente nylon). Se utiliza para fabricar ropa de faena militar y equipamiento que requiera gran durabilidad.

## Características

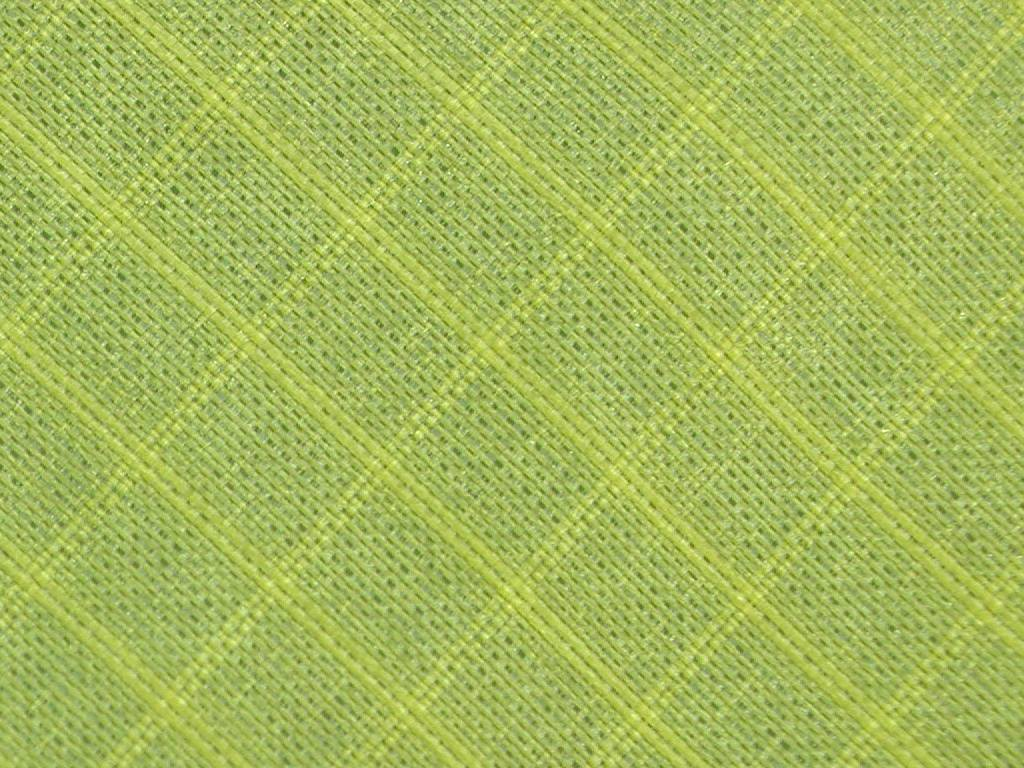
Detalle de tejido «ripstop» utilizado en un parapente.

1. Los cuadros en relieve del entretejido que impiden que se corran o expandan los posibles cortes o desperfectos.[2]
2. El tacto ligeramente rígido de los hilos más gruesos.

Las ventajas del «ripstop» son su gran relación ligereza/resistencia, su durabilidad y su protección antidesgarro.
Es ideal para la montaña y travesías con riesgos de plantas espinosas, rocas agudas, y en general para todo tipo de prendas que requieran ligereza y resistencia.

## Usos
La tela ripstop de algodón se utiliza en la confección de prendas deportivas. La tela ripstop de poliéster se utiliza para prendas de abrigo. La tela ripstop de nylon se desarrolló durante la Segunda Guerra Mundial como sustituto de la seda en la fabricación de paracaídas. La tela ripstop de Nomex la utilizan los bomberos ya que es ignífuga.
Además, el ripstop se emplea para fabricar:
- Ropa de tipo militar.
- Ropa de montaña y travesía.
- Mochilas.
- Tiendas de campaña.
- Carpas.
- Globos aerostáticos.
- Parapentes y paracaídas.
- Barriletes y cometas.
- Velas y spinnaker.
- Los carteles de campaña de Greenpeace.